# 比尔·格雷厄姆市政礼堂

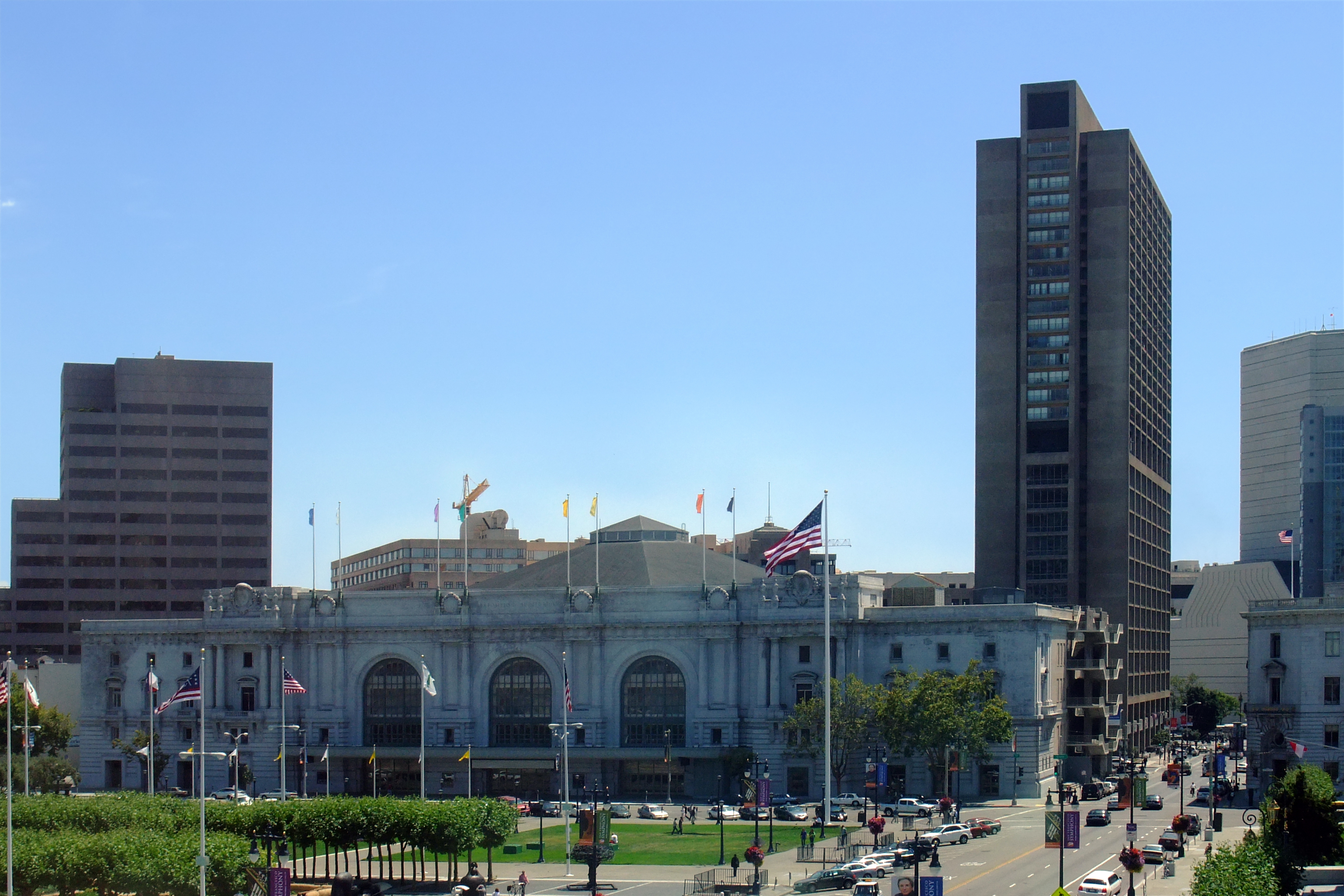
比尔·格雷厄姆市政礼堂

比尔·格雷厄姆市政礼堂（Bill Graham Civic Auditorium）是美国旧金山的一座室内舞台。原名旧金山市政礼堂（San Francisco Civic Auditorium）。1992年10月13日，决议以一年前坠机身亡的摇滚音乐会经纪人比尔·格雷厄姆（Bill Graham）重新命名。
礼堂能容纳7,000观众，兴建于1915年。1920年美国民主党全国代表大会在此举行。从1964年到1967年，是NBA 金州勇士篮球队的主场。
曾经在可容納約7000人的比尔·格雷厄姆市政礼堂举办音乐会的艺术家有琼尼·米歇尔、谁人、绿日乐队、史努比狗狗、绿洲乐队、缪斯乐队、眨眼182、杀手乐队、电台司令、30秒上火星、瑪丹娜、雪警、珍珠果酱乐队、威瑟乐团、多莉·艾莫丝、提雅斯多、陳慧琳、阿曼·凡·布伦，夏奇拉和女神卡卡等等。